# Tava
Saj

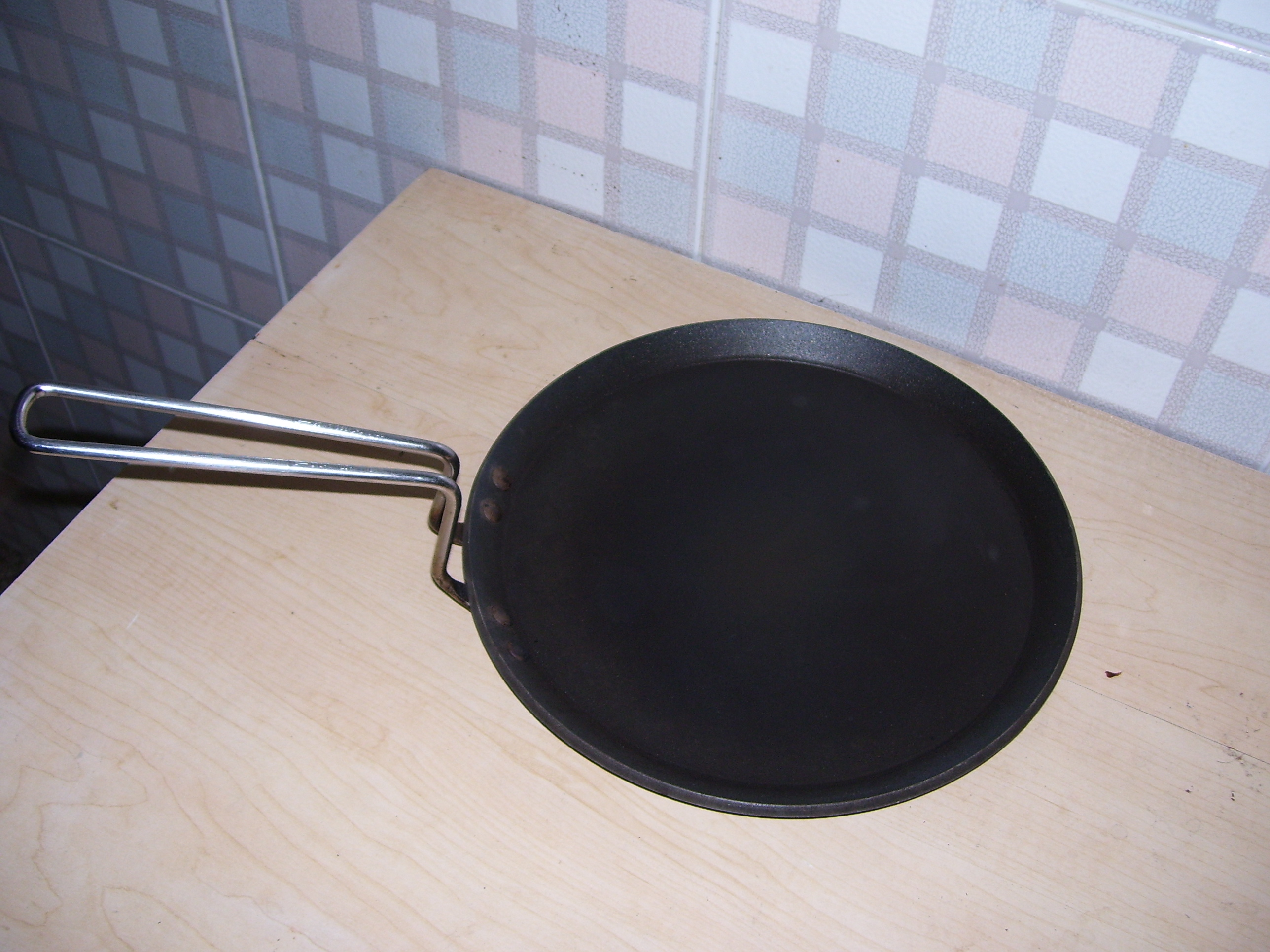
Tawa indien plat.

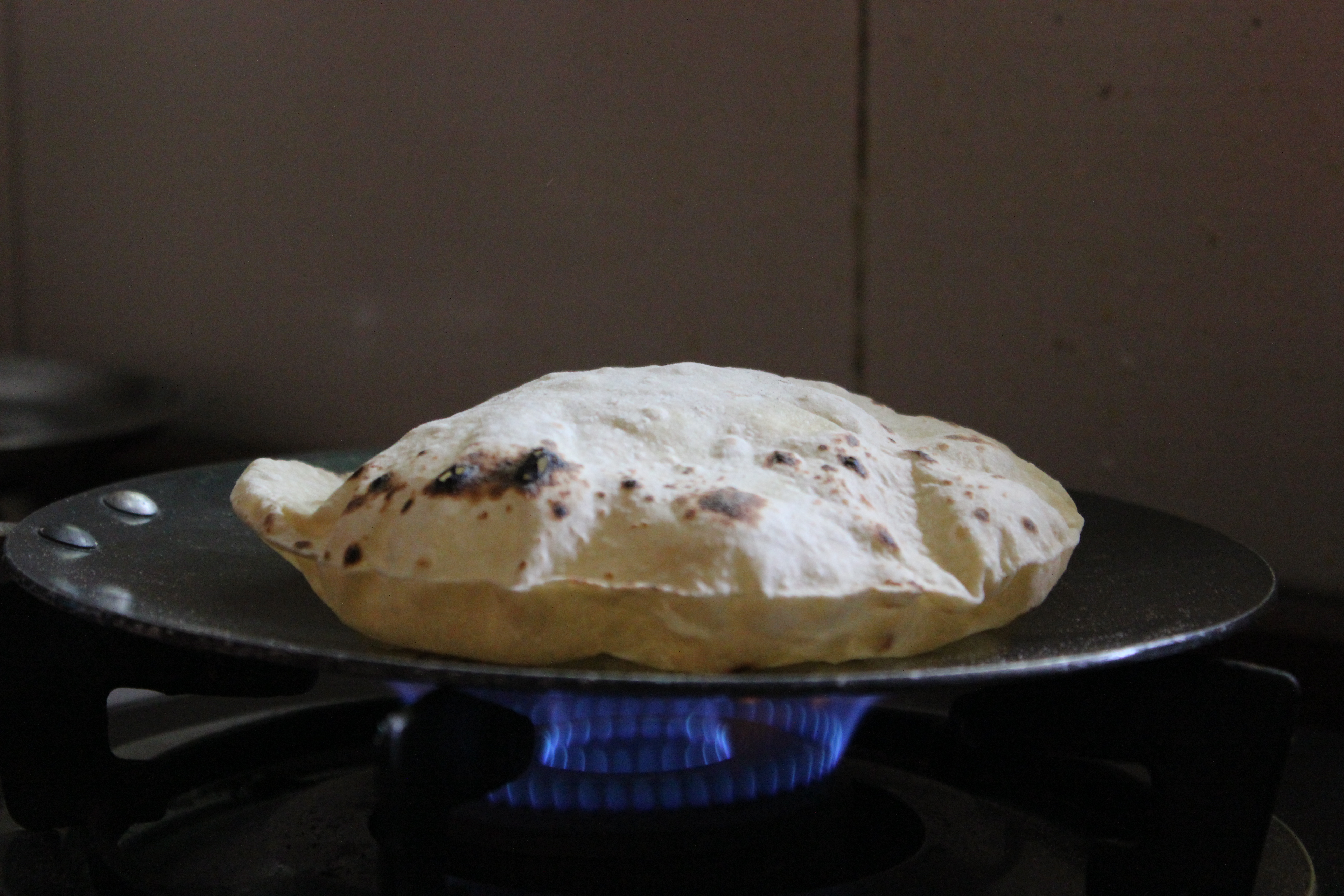
Roti cuit sur un tawa indien concave.

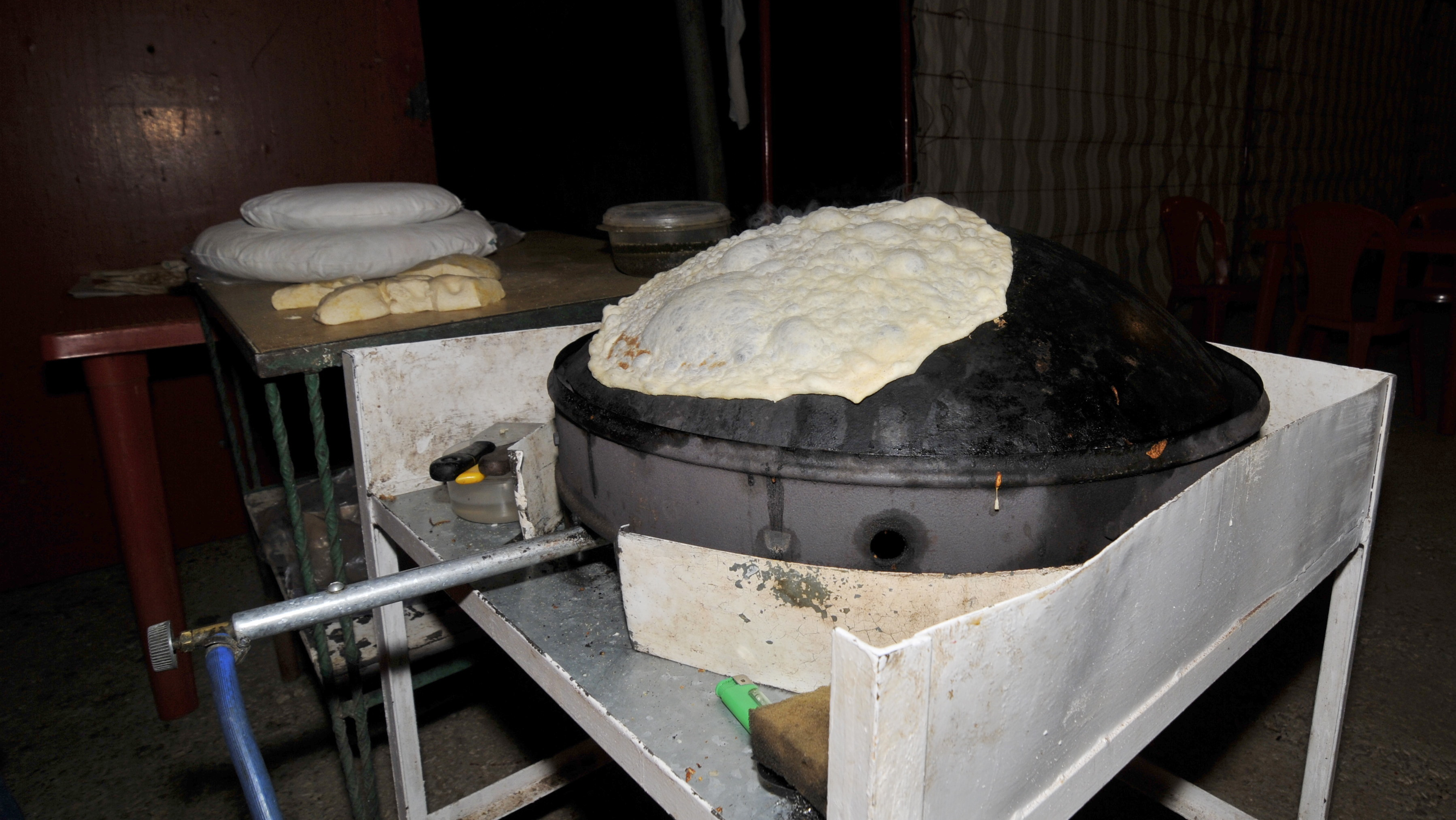
Marqouq préparé sur un saj convexe.

Un tava, ou saj, est une grande poêle plate, concave ou convexe constituée de fer, de fonte, d'acier ou d'aluminium. Il est utilisé aussi bien en Asie du Sud, en Asie centrale et en Asie de l'Ouest que dans le Caucase, pour cuire une multitude de pains plats et servir de poêle à frire. Ce nom désigne parfois des poêles en céramique. Le nom connaît de nombreuses orthographes suivant les régions : tava, tavah, tawa, tawah, tapa, saj, sac, sadje. En Asie de l'Ouest, les tava sont invariablement convexes tandis qu'en Asie du Sud, on en trouve des plats et des concaves.

## Étymologie
Dans presque toutes les langues indo-aryennes telles que le pendjabi, le hindi ou l'ourdou, tawaa signifie « poêle à frire ». C'est donc un mot que l'on retrouve dans toute l'Asie du Sud. Il est proche du terme persan tāve (تاوه), qui est utilisé en Iran, du géorgien tapa (ტაფა) ; alors que le terme turc, saj (littéralement « feuille de métal » et orthographiée saç ou sac en turc et ṣāj (صاج) en arabe), est employé en Asie du Sud-Ouest,, les deux zones géographiques où ces termes sont utilisés se superposent au Pakistan et en Afghanistan. Le mot tava est aussi utilisé en bosnien, en croate, en roumain et en turc pour désigner toute sorte de poêle. En Bulgarie, des récipients plats en céramique appelés сач ou сачѐ (sach/sache) sont utilisés pour cuisiner à table de fines tranches de viandes et de légumes ; le тава (tava) est un plat de cuisson en métal avec des bords. En pachto, il est connu sous un nom populaire : tabakhey (تبخے/طبخی).

## Utilisations
Un tava ou saj est utilisé pour confectionner une multitude de pains plats levés et non levés : des pains pita, des naans, des marqouq, des roti, des chapatis, des paratha, des dosa et des pesarattu. Au Pakistan, en particulier dans les régions rurales, on a recours à de grands saj convexes pour cuire plusieurs pains à la fois ou pour élaborer des rumali roti (en). En Asie du Sud, les tava sont aussi utilisés pour faire frire des aliments, des chaats, des pav bhaji, etc.
De la viande peut aussi être mitonnée sur un saj, comme le poulet tapaka géorgien.

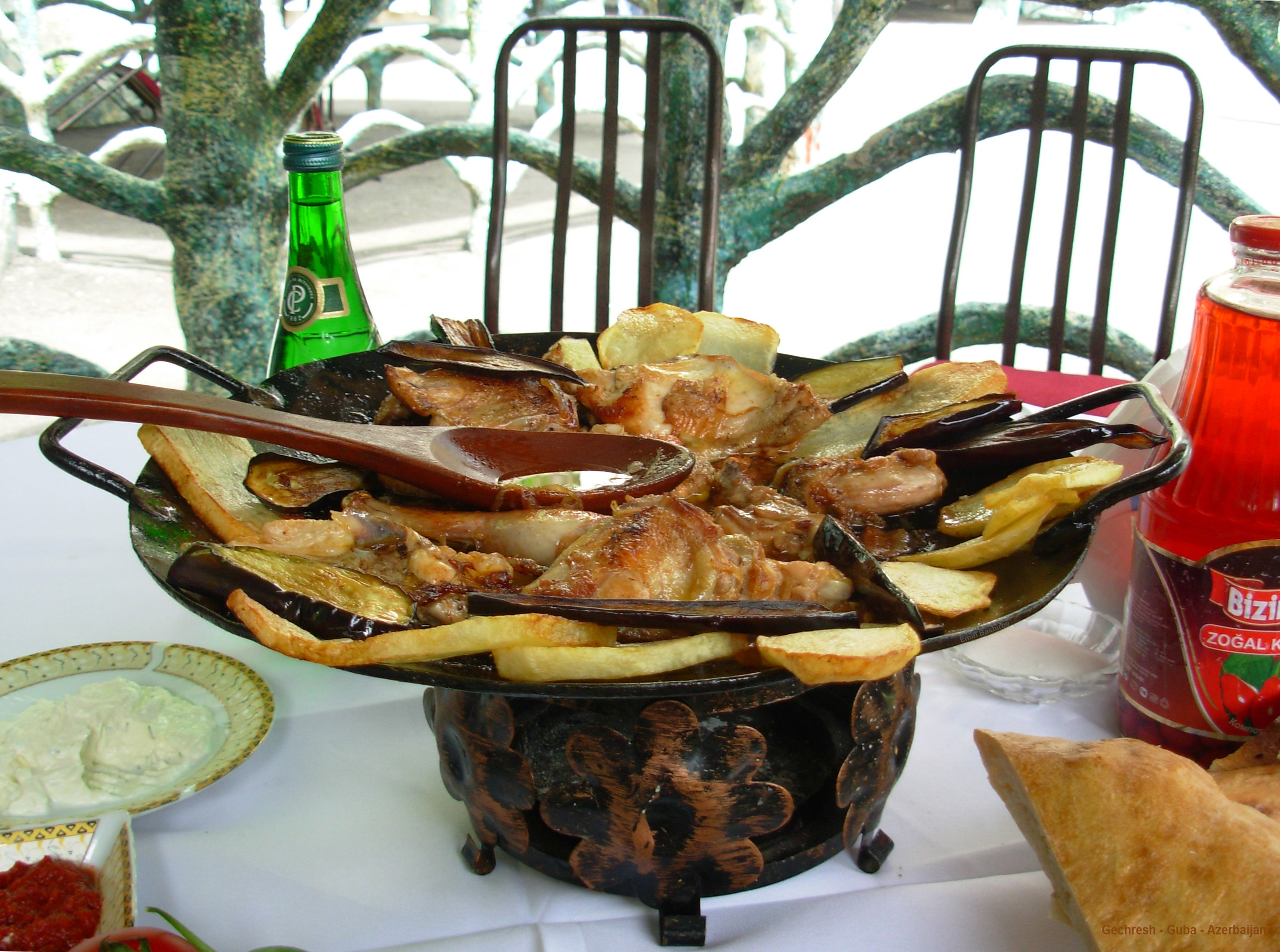
Sadj azerbaïdjanais réversible avec des poignées.
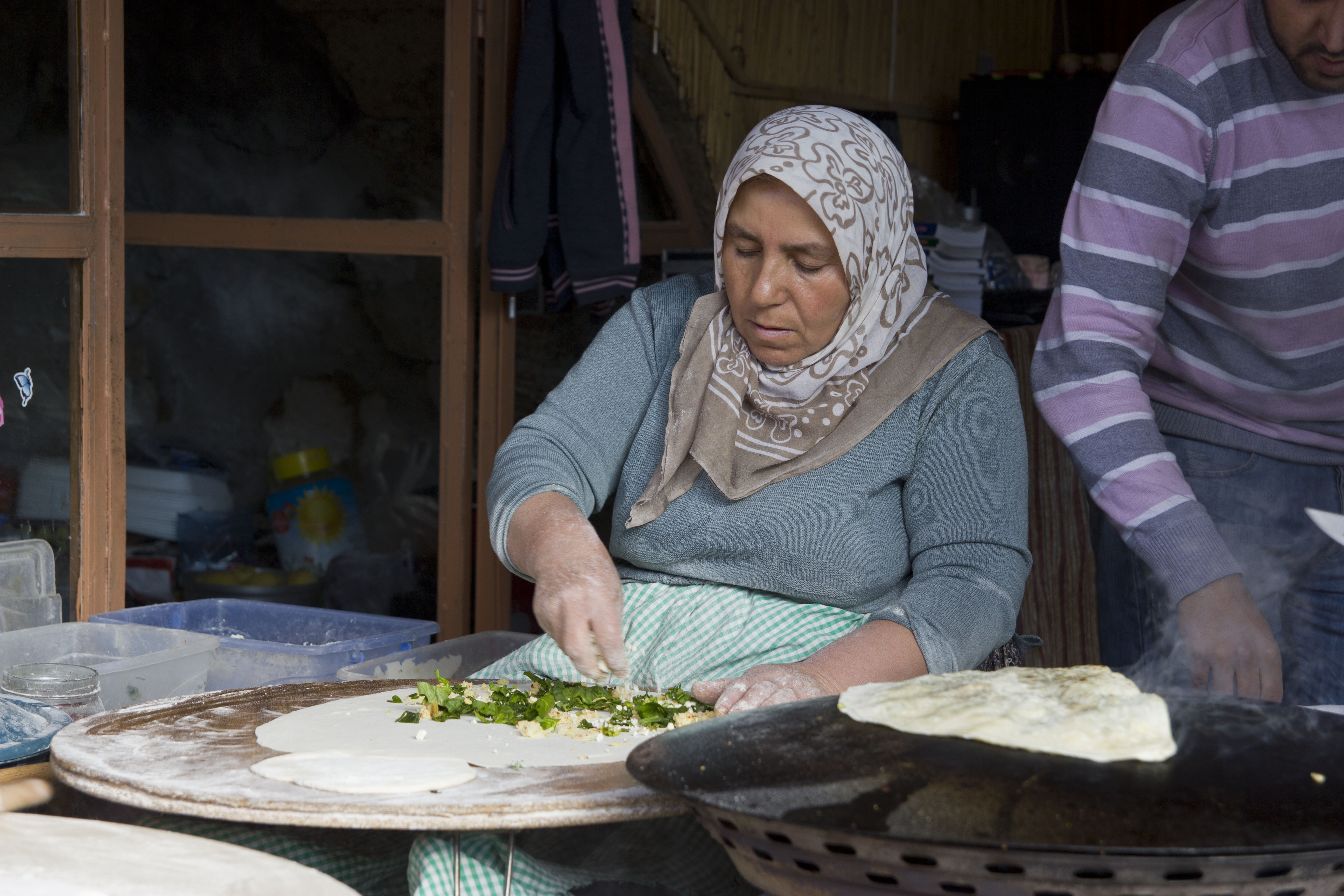
Gözleme, un pain turc farci.
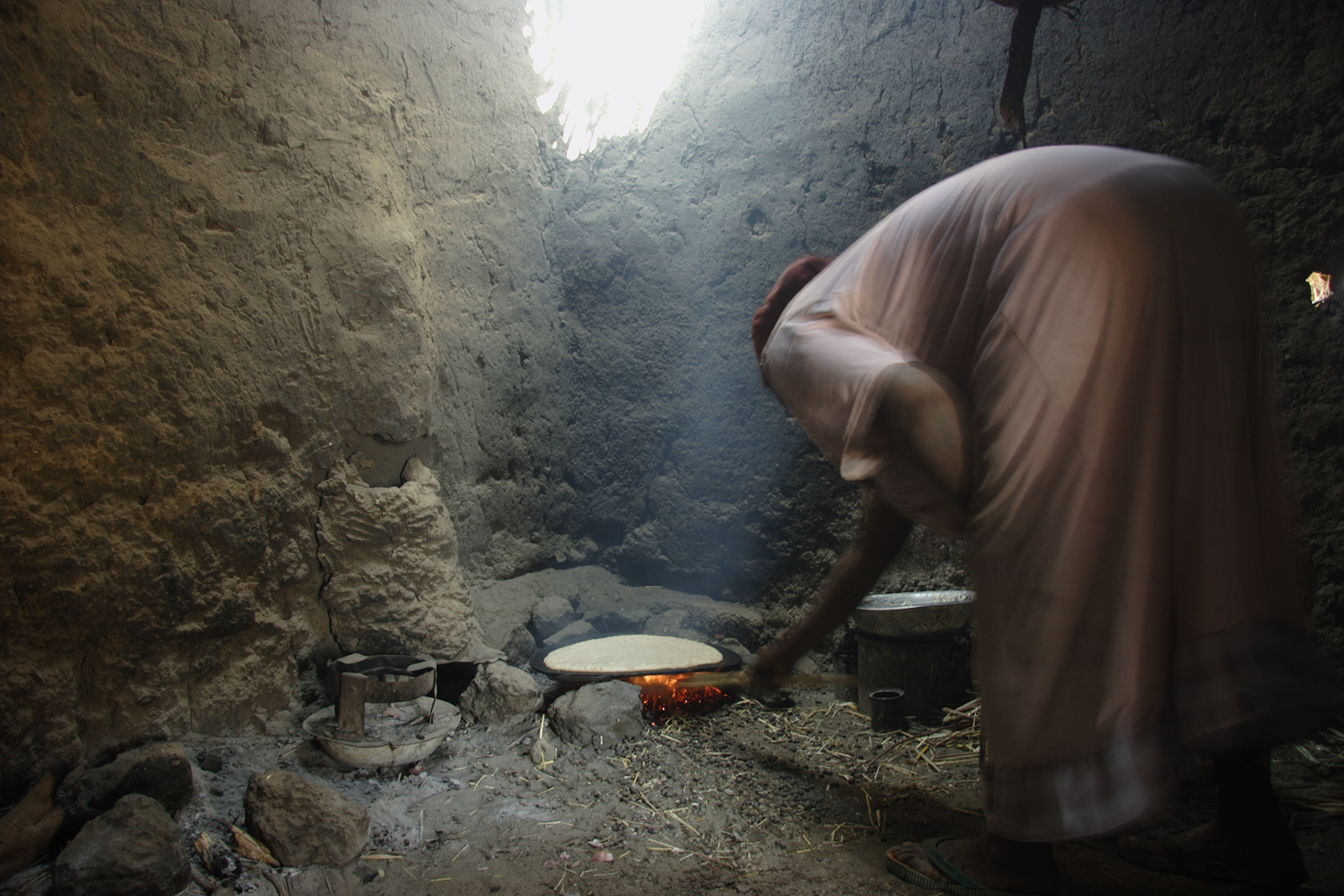
Qurasah (قراصة), un pain consommé à Dar al-Manasir au nord du Soudan.
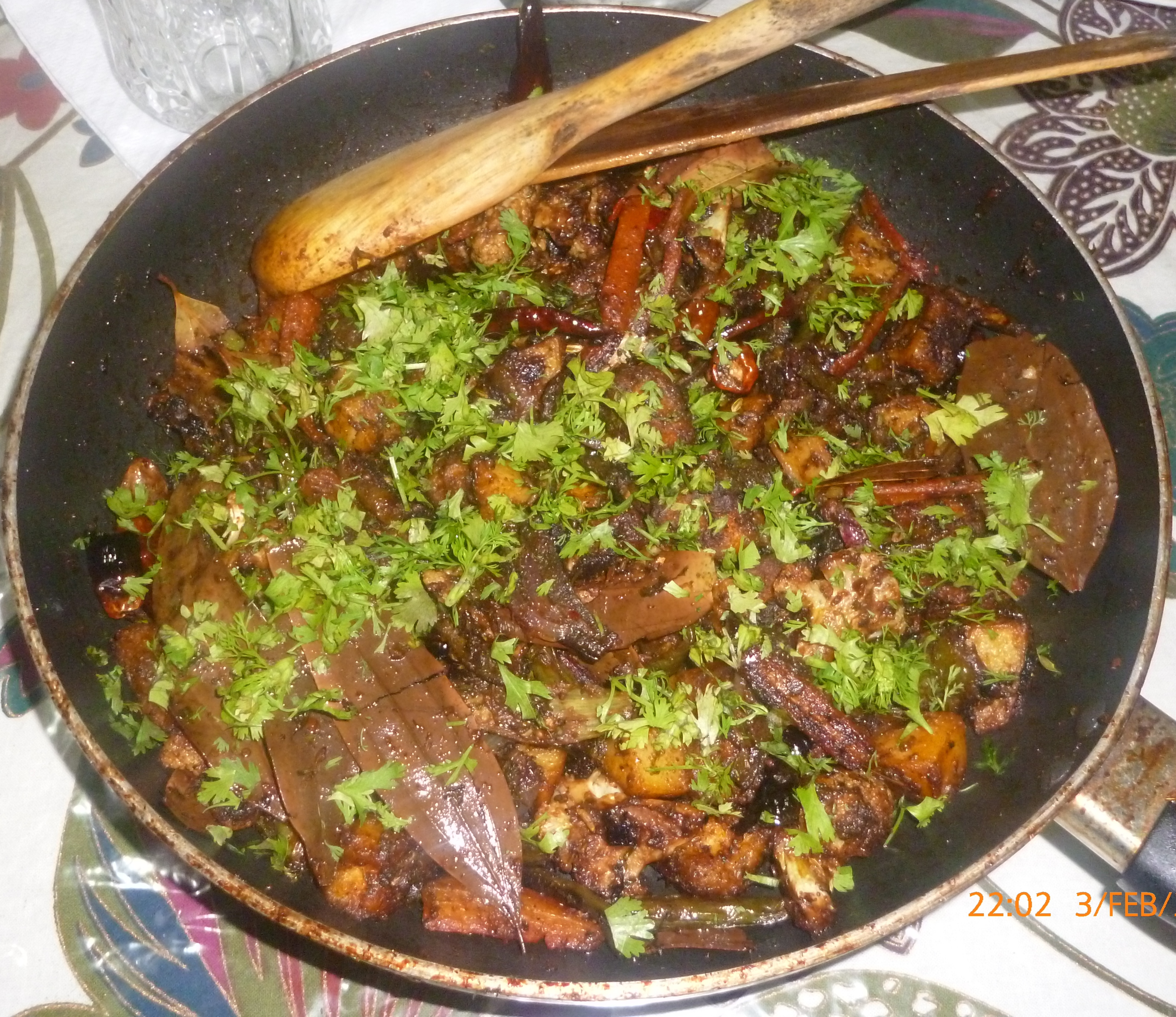
Légumes sautés sur un tawa.
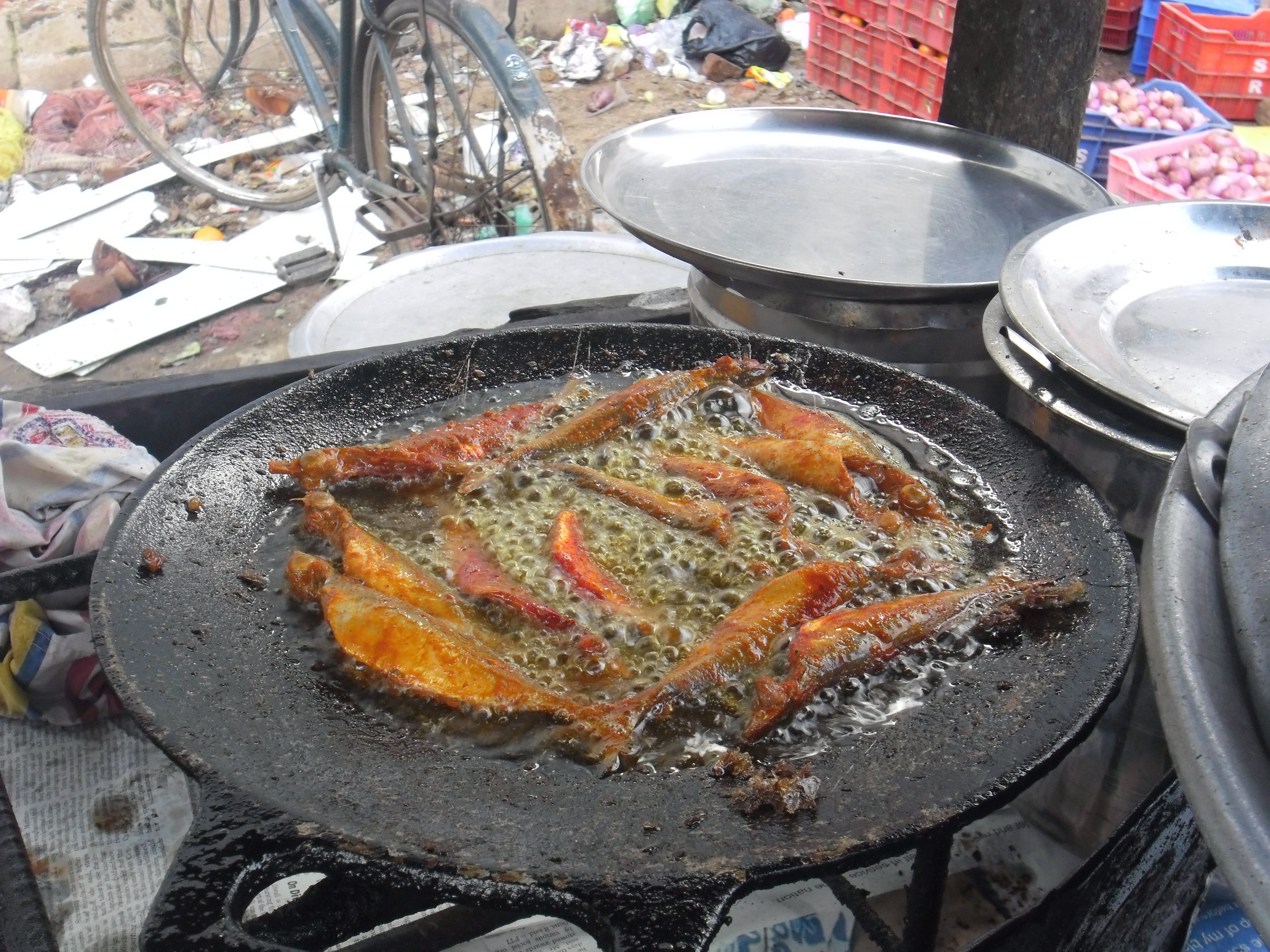
Poissons frits sur un tawa.